# 布卢明顿 (伊利诺伊州)
布卢明顿（英語：Bloomington）是美国伊利诺伊州麦克莱恩郡的郡治，它与诺黙尔接壤，并且是布卢明顿-诺黙尔都会区的主要组成部分之一。
2010年的人口普查 显示，布卢明顿市人口为76,610,是伊利诺伊州人口第12多的城市，也是伊利诺伊州在芝加哥都市区外人口第五多的城市.若将诺黙尔计入统计，总人口大约130 000人.

## 地理
布卢明顿位于40°29'03"N 88°59'37"W, 这个城市的海拔为 797英尺（243） 。 根据到2010年的人口普查，布鲁明顿的总面积为 27.229平方英里（70.52平方）， 27.22平方英里（70.50平方） (或99.97%）是陆地，0.009平方英里（0.02平方） (或0.03%)是水域。

## 气候和天气
近年来，布卢明顿的平均温度范围从1月的14°F（−10°C）低到7月的86°F（30°C），尽管1985年1月记录到了创纪录的-23°F（−31°C）低温，1936年7月15日记录到了创纪录的114°F（46°C）高温（时值1936年北美热浪期间）。月平均降雨量从2月的1.71英寸（43毫米）到5月的4.52英寸（115毫米）。年降水量约37.5英寸，约952.5毫米。由于热岛效应，市中心气温高于郊外约0.5-1摄氏度度不等。

## 历史

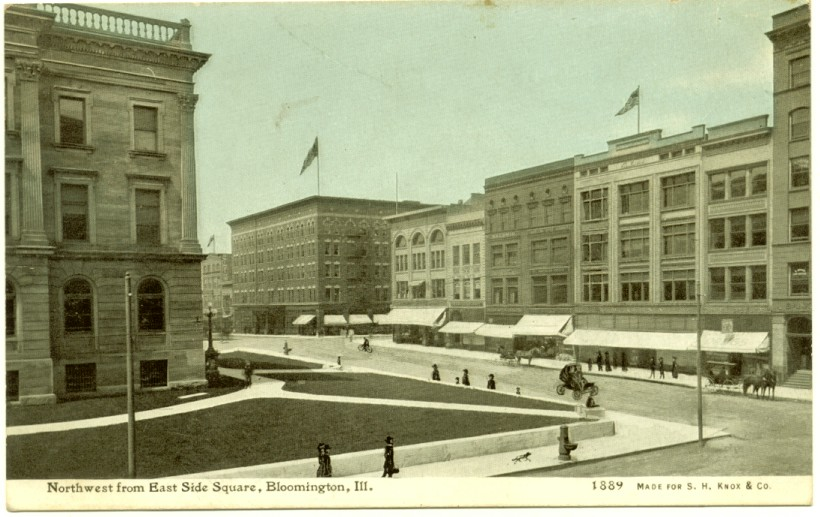
从东侧的市中心广场向西北方看到的景色，1910年

早在19世纪20年代初第一批欧美移民到达之前，今天的布卢明顿地区是位于基卡波人占领的一片大树林的边缘地带。布卢明顿发源于凯格格罗夫（后来被称为布卢明格罗夫）的定居点，1830年12月25日，麦克莱恩县成立时，布卢明顿被指定为县治所在地。
麦克莱恩县成立时当地已经设立了一个县治。然而，立法机构规定布卢明顿“将在晚些时候被指定（为县治）”。麦克莱恩县建制的发起人之一，詹姆斯·艾伦（James Allin）提议捐赠60英亩（约240000平方米）的土地给新市镇。他的提议被接受，布卢明顿也得以建立。1831年7月4日，它的土地在一场拍卖会上拍卖成交。当时，城市的道路很少，但肥沃的土壤吸引来了新的农民，他们在新建立的县里经商。人们从周边来到布卢明顿市中心做生意，包括亚伯拉罕·林肯，他在伊利诺伊州斯普林菲尔德附近的一家律师事务所工作。 
1900年，一名巡警在旧市政厅和警察局对面的一家洗衣店发现了火灾。他发出了警报，但大火依旧摧毁了大部分市中心的建筑，特别是法院以北和以东的地区。然而，燃烧区很快从当地建筑师乔治·米勒和保罗·莫拉茨的设计中得以重建。由于彼时城市规模不大，火灾造成的损失远比早先的芝加哥大火和圣路易斯大火损失要小。重建过程中市中心得到重新规划，建筑用料也改为更安全的砖结构。
20世纪前20年，受益于镀金时代和进步时代美国全国性的工业爆发式增长和新科技的出现，布卢明顿继续壮大。农业、公路和铁路建设以及保险业务（主要是州立农业保险公司）的增长都影响了布卢明顿及其市中心地区的增长。市中心区成为一个区域性的购物中心，吸引了邻县的贸易。工会力量增强，这一趋势一直延续到今天。今天人们依旧能在南部的市中心见到当时的建筑物，包括大量的仓库和工厂建筑，以及装饰精美的連排別墅。
60-70年代，伴随着工业外移和郊区化，美国中西部诸多中小城镇经历了漫长而痛苦的衰退，布卢明顿也不例外。市中心空心化造成人居环境的恶化。市区的有轨电车和南北向的铁路相继拆除，市政府在铁路旧址上建立了Constitution Trail等设施以求改善人文环境。

## 人口统计
| 调查年                          | 人口   | 备注 | %±     |
| ------------------------------- | ------ | ---- | ------ |
| 1850                            | 1,594  |      | —      |
| 1860                            | 7,075  |      | 343.9% |
| 1870                            | 14,590 |      | 106.2% |
| 1880                            | 17,180 |      | 17.8%  |
| 1890                            | 20,484 |      | 19.2%  |
| 1900                            | 23,286 |      | 13.7%  |
| 1910                            | 25,768 |      | 10.7%  |
| 1920                            | 28,725 |      | 11.5%  |
| 1930                            | 30,930 |      | 7.7%   |
| 1940                            | 32,868 |      | 6.3%   |
| 1950                            | 34,163 |      | 3.9%   |
| 1960                            | 36,274 |      | 6.2%   |
| 1970                            | 39,992 |      | 10.2%  |
| 1980                            | 44,189 |      | 10.5%  |
| 1990                            | 51,976 |      | 17.6%  |
| 2000                            | 64,808 |      | 24.7%  |
| 2010                            | 76,610 |      | 18.2%  |
| 2020                            | 78,680 |      | 2.7%   |
| 美国历次十年人口普查 2018年估计 |        |      |        |

截至2010年人口普查，全市共有人口76610人，有家庭30454户。人口密度为每平方英里2814.8人（1099.5人/平方公里）。住房34339套，平均密度为每平方英里1261.5套（492.8套/平方公里）。该市的种族构成为：
77.5%的白人
10.1%的非洲裔美国人
0.3%的土著美国人
7.0%的亚裔
1.42%的其他种族居民
2.9%两个或更多种族的居民
任何种族的西班牙裔或拉丁裔占总人口的5.6%。
布卢明顿市和麦克莱恩县是伊利诺伊州增长最快的都市区。从1990年到2006年，该地区的人口增长了28%。美国人口普查局于2006年2月对布卢明顿市进行了一次特别人口普查，结果显示该市人口为74975人，在不到6年的时间里增长了15.7%。
2010年，市内共有34339户家庭，其中28.8%的家庭有18岁以下的子女与他们一起生活，46.7%的家庭为已婚夫妇，9.1%的家庭为单身女性，41.1%为非家庭居民。32.6%的家庭由个人组成，9.2%的家庭有65岁或以上的独居者。平均住户规模为2.41，平均家庭规模为3.12。
全市20岁以下人口占27.3%，18岁至24岁人口占9.0%，25岁至45岁人口占29.8%，45岁至64岁人口占23.8%，65岁及以上人口占10.2%。平均年龄是33岁。每100名女性对应有95.4名男性。
城市的住户收入中位数是58662美元，家庭收入中位数是81166美元。男性的收入中位数为56597美元，而女性的收入中位数为39190美元。城市的人均收入是32672美元。大约5.7%的家庭和11.0%的人口处于贫困线以下，其中12.6%的18岁以下和6.3%的65岁或以上的居民收入处于贫困线以下。

## 经济

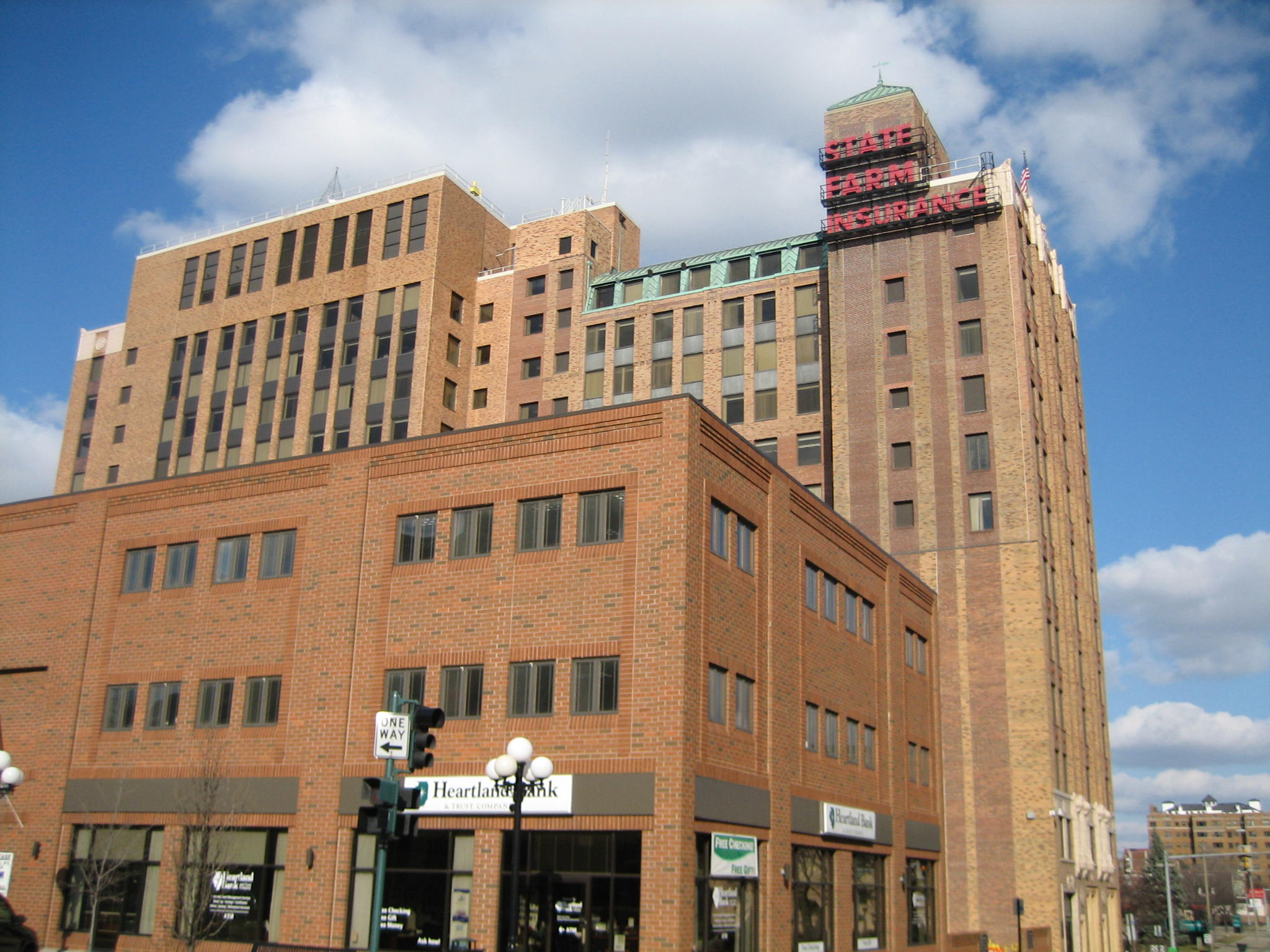
市中心的州立农场保险公司大厦，位于布卢明顿中心商业区

布卢明顿州立农场保险(State Farm)总部的驻地，同时也是Country Financial和 Beer Nuts两家公司的重要营业点。最早的 Steak'n Shake 餐厅于1934年在诺黙尔开业，它还有最大的Dairy Queen饭店。

### 最大雇主
根据布卢明顿的2018年全面年度财务报告，该地区最佳雇主是：
| #  | 雇主                                        | 雇佣员工人数 |
| -- | ------------------------------------------- | ------------ |
| 1  | 州立农场保险(State Farm Insurance)          | 14,731       |
| 2  | 伊利诺伊州立大学(Illinois State University) | 3,281        |
| 3  | 国家金融(Country Financial)                 | 1 972        |
| 4  | McLean County Unit District No.5            | 1 761        |
| 5  | Advocate Bromenn医疗中心                    | 1 305        |
| 6  | OSF圣约瑟夫医疗中心                         | 860          |
| 7  | 麦克莱恩县政府                              | 835          |
| 8  | Afni                                        | 830          |
| 9  | 布卢明顿87学区                              | 680          |
| 10 | 布卢明顿市政府                              | 679          |

## 交通运输
39、55和74号州际公路在布卢明顿交汇，使该市成为一个重要的交通枢纽。美国51号和150号公路以及伊利诺斯州9号公路也穿过布卢明顿。富有传奇色彩的美国66号公路曾直接穿过城市的市中心，后来又绕道市郊。
州际公路：
39号州际公路
55号州际公路
74号州际公路
国道：
51号国道
150号国道
州道：
伊利诺伊州9号公路
客运服务：
布卢明顿提供服务的 客运铁路, 巴士服务， 几家航空公司.：
- 美铁铁路公司，在圣路易斯和芝加哥之间的每个方向上运行五列火车经过其位于诺黙尔的车站(Uptown Station)，包括林肯服务号和德州之鹰号。该站还提供连接到盖尔斯堡、香槟-乌尔巴纳和皮奥里亚与Amtrak车站之间的接驳巴士服务。它是伊利诺伊州仅次于芝加哥的第二繁忙的美铁客运站，2010年客流量达209,000人次。[16]
- 灰狗巴士 提供从 芝加哥 和 圣路易斯的定期巴士服务. 伯灵顿铁路 提供由美铁铁路站和灰狗巴士站向/从 皮奥里亚, 阔德城-伊利诺伊州/爱荷华州, 香槟， 印第安纳波利斯的客运服务
- 在9号公路上的  伊利诺斯州中部地区机场（CIRA）  是有四家航空公司(达美航空公司, American Eagle, Frontier 和 忠实航空)、五个租车公司，并拥每日直达航班到 亚特兰大 (达美)， 芝加哥 (美国之鹰航空), 达拉斯-沃斯堡 (美国之鹰航空), 底特律 (达美)，和 明尼阿波利斯/圣保罗 (达美航空)的机场。 另有额外的服务，包括不间断的航班去往 佛罗里达州的桑福德市 (忠实航空)和 圣彼得-清水市 (忠实航空).[17]2010年客运吞吐量为559,481人次[18]
- Connect Transit （页面存档备份，存于） 是有11条定期公交的公交公司。这家公司的公交线路覆盖整个布卢明顿-诺黙尔都会区，在市区北部美铁客运站Uptown Station和南部的警察局各有一个换乘中心。伊利诺伊州立大学的学生乘车使用学生卡免车费，该公司其中一条公交线路Redbird Express用于学校内的交通。
- Peoria Charter 是邻近城市皮奥里亚市的长途客运公司。这家公司类似于灰狗巴士，提供布卢明顿前往芝加哥机场和皮奥里亚的长途公交，线路与灰狗巴士重复

## 友好城市
- 伊利诺伊州诺黙尔[19]
- 日本北海道旭川市[20]
- 古巴凯瓦连[20]
- 英国坎特伯雷[20]
- 俄罗斯弗拉基米尔[20]